# Liz Truss
Liz Truss (teljes nevén Elizabeth Mary Truss) (Oxford, 1975. július 26. –) brit politikus, konzervatív párti parlamenti képviselő. 2022-ben rövid ideig az Egyesült Királyság történetének harmadik miniszterelnöknője.
Korábban különböző tisztségeket viselt David Cameron, Theresa May és Boris Johnson miniszterelnökök kormányaiban.
II. Erzsébet királynő halála előtt két nappal lépett hivatalba, így ő lett az utolsó, 15. miniszterelnöke az uralkodónak.
Népszerűtlensége, valamint belső konfliktusok miatt 2022. október 20-án lemondott miniszterelnöki és pártelnöki tisztségéről, ezzel ő lett az Egyesült Királyság történetének legrövidebb ideig szolgáló miniszterelnöke.

## Életpályája

### Pályájának kezdete
Oxfordban, baloldali érzelmű családban született. Szülei John Kenneth Truss matematikatanár és Priscilla Mary Grasby ápolónő. A család Skóciába költözött, amikor Liz négy esztendős volt. Egy éven át Kanadában élt. Tanulmányait Leedsben folytatta. 1996-ban lépett be a Konzervatív Pártba. Iskoláinak befejezése után a Royal Dutch Shell cég kereskedelmi menedzsere, majd a Cable & Wireless cég gazdasági igazgatója lett.

### Politikai karrierje

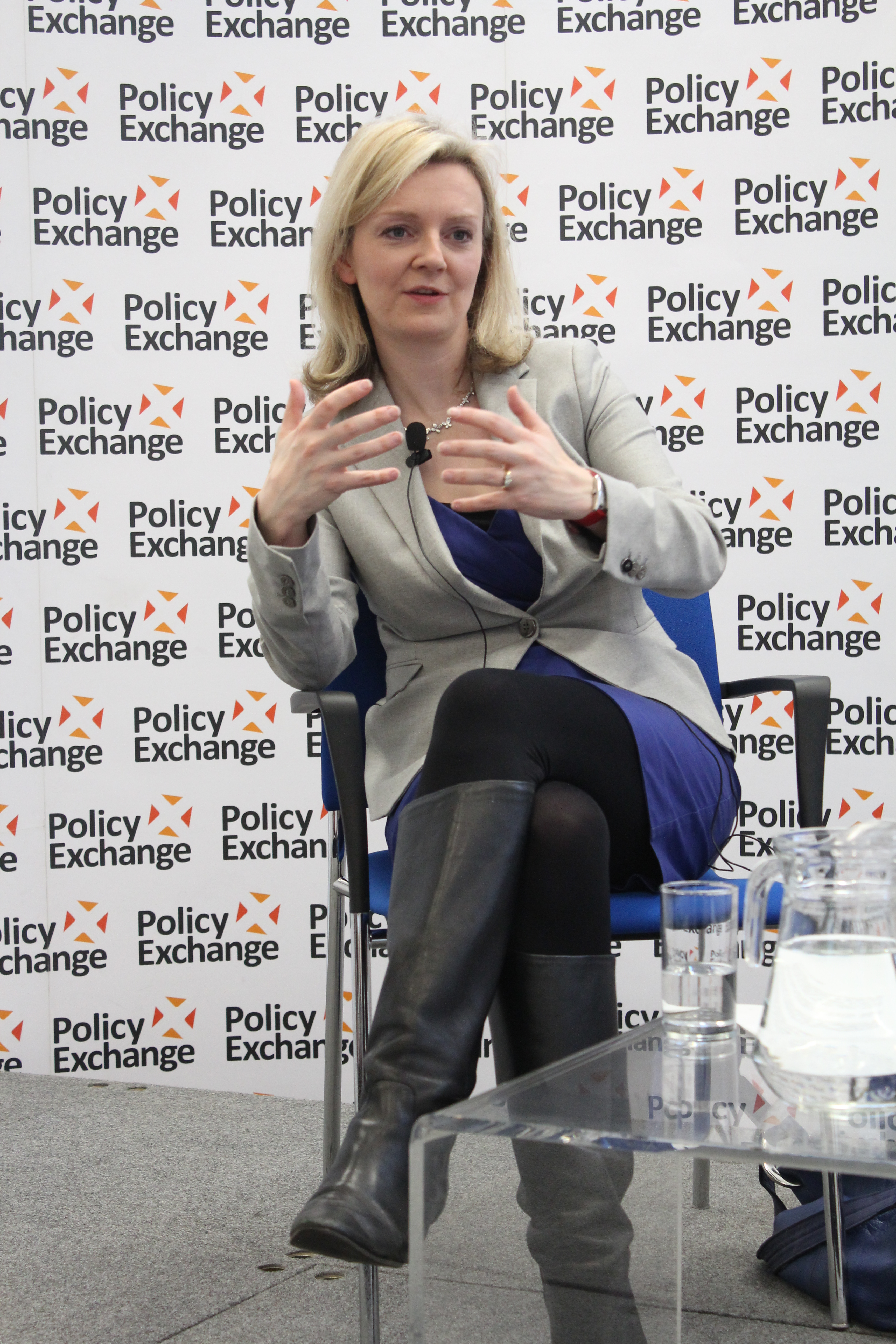
Truss egy Policy Exchange beszélgetésen, 2013-ban

2012. szeptember 4-én Truss miniszterhelyettesi kinevezést kapott. Ezt a funkcióját 2014-ig töltötte be. 2014 és 2016 között környezetvédelmi miniszter volt.
2016. július 16-án Truss igazságügyminiszteri kinevezést kapott. 2017 és 2019 között a pénzügyminisztériumban dolgozott. 2019-től a nőkért és egyenlőségért felelős miniszter posztját töltötte be. Boris Johnson kormányának átalakításakor, 2021. szeptember 15-én Truss kapta a külügyi tárcát, Dominic Raab utódjaként.
A nőkért és egyenlőségért felelős miniszter volt 2019-től, majd külügyminiszter (Foreign Secretary) 2021-től.

## Miniszterelnöksége
2022 júliusában, a lemondott Boris Johnson helyébe lépésre esélyes brit politikusok egyike lett. Szeptember 5-én eldőlt, hogy Truss lesz a Konzervatív Párt vezetője, ezzel pedig a miniszterelnöki poszt várományosa. 2022. szeptember 6-án II. Erzsébet brit királynő a szokásoktól eltérően a Balmorali kastélyban fogadta, ahol felkérte Liz Trusst a kormányalakításra. A királynő halála előtt két nappal lépett hivatalba, így ő lett az utolsó, 15. miniszterelnöke az uralkodónak.
Bár a pártján belüli utódlási vetélkedést főleg ezzel nyerte meg, tervezett adóreformja  részleteinek nyilvánosságra kerülése után népszerűsége már 2022. szeptember folyamán csökkent. A hónap vége felé az angol font árfolyama az éppen nagyon erős USA dollárhoz képest látványosan csökkent. Truss október közepén kénytelen volt meneszteni pénzügyminiszterét. Az új pénzügyminiszter Jeremy Hunt lett. Truss 2022. október 20-án lemondott miniszterelnöki és pártelnöki tisztségéről.

## Családja
2000-ben kötött házasságot Hugh O'Leary könyvelővel; két leánygyermekük van.

## Bibliográfia
- The value of mathematics [archivált változat]. Reform (2008. június 1.). Hozzáférés ideje: 2021. november 2. [archiválás ideje: 2017. augusztus 14.]
- A new level [archivált változat]. Reform (2009. június 1.). Hozzáférés ideje: 2021. november 2. [archiválás ideje: 2017. augusztus 14.]
- Academic rigour and social mobility: how low income students are being kept out of top jobs. Centre Forum (2011. március 15.)
- After the Coalition. London: Biteback Publishing (2011. július 10.). ISBN 9781849542128
- Affordable quality: new approaches to childcare. Centre Forum (2012. május 1.)
- Britannia unchained: global lessons for growth and prosperity. Houndmills, Basingstoke, Hampshire New York: Palgrave Macmillan (2012). ISBN 9781137032249 Details. Archiválva 2012. október 28-i dátummal a Wayback Machine-ben